# 赛滕罗达
赛滕罗达是德国图林根州的一个市镇。总面积4.05平方公里，总人口200人，其中男性103人，女性97人（2011年12月31日），人口密度49人/平方公里。